# Postre

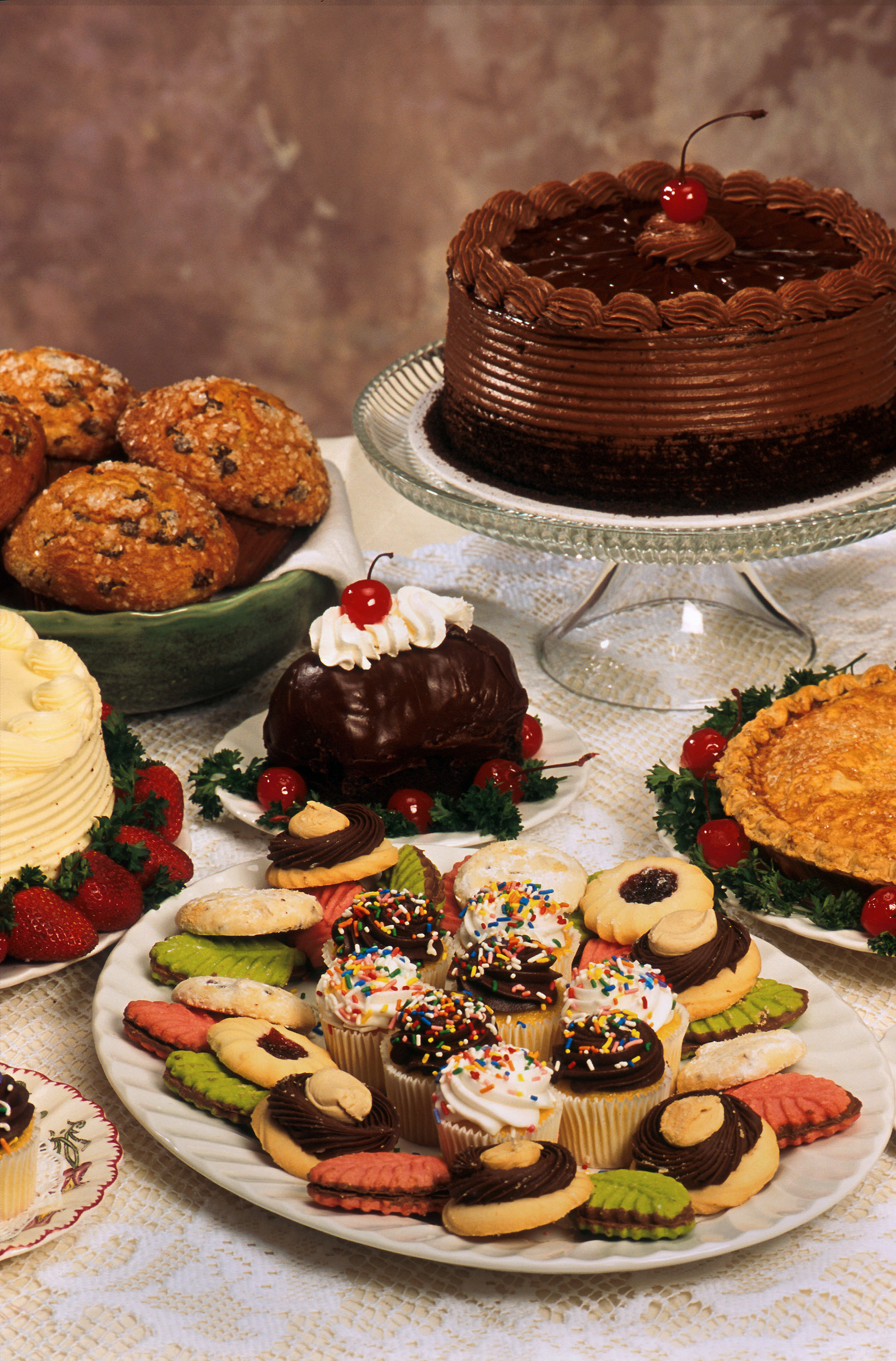
Algunos postres.

El postre es el plato de sabor dulce o salado que se toma al final de la comida, o de la merienda. Cuando se habla de postres se entiende alguna preparación dulce, bien sean cremas, galletas, pasteles, helados, bombones, etc. Por extensión se denomina postre a cualquier comida dulce, incluso si no se toma al final de la comida. Algunos ejemplos son las galletas, chocolates y magdalenas. Algunos postres se preparan salados, en especial para personas que no gustan del sabor dulce o les hace daño. En este último caso se sirven generalmente como merienda.
Los postres han sido siempre el broche de oro de una comida. Un buen postre resaltará la satisfacción de los alimentos anteriores. En muchos casos se planean como una agradable sorpresa, pero realmente constituyen también un complemento importante al aporte de nutrientes en la alimentación diaria. Contienen elementos nutritivos como frutas, leches, huevos y elementos energéticos como azúcares y grasas. Hay postres que se preparan al momento o con anticipación, ya que existen postres en todas las temperaturas y texturas (al tiempo, calientes, fríos, helados y mixtos).
Es importante considerar que los postres ofrecen una gran aportación calórica y energética, por lo que se han diseñado en la actualidad gran variedad de postres que cambian algunos ingredientes por otros con menos riesgos para la salud. Ejemplo de ello son los que incluyen menos grasas, o bien frutas naturales, y excluyen ingredientes sin refinar o edulcorantes para evitar enfermedades como la diabetes mellitus o la obesidad.
No menos importante es anotar que, en el caso de postres para niños, debe evitarse la adición de bebidas alcohólicas.

## Lista de postres

### Cremas, con cuchara
- Natillas de huevo y caseras.

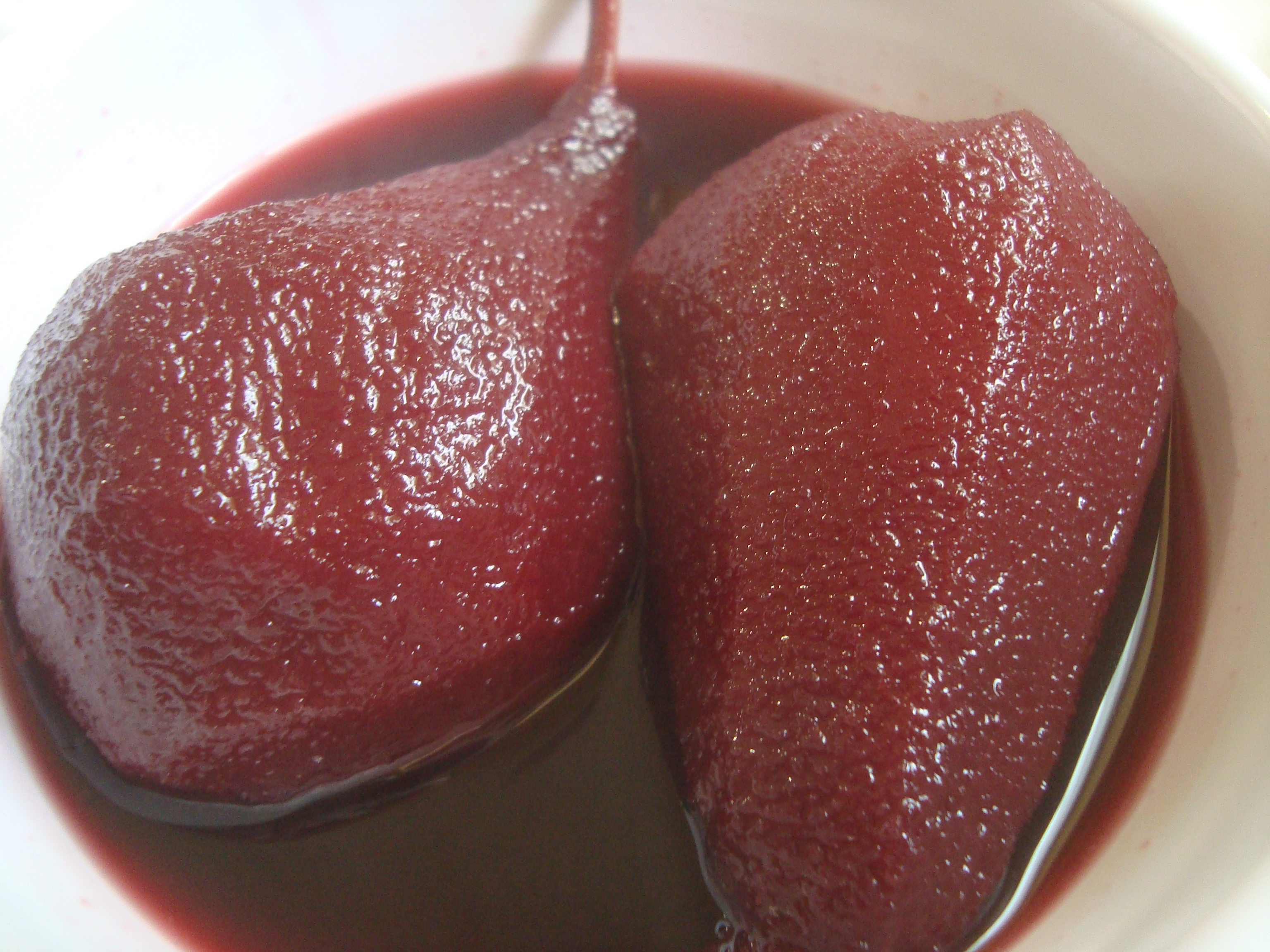
De postre: Peras al vino, España

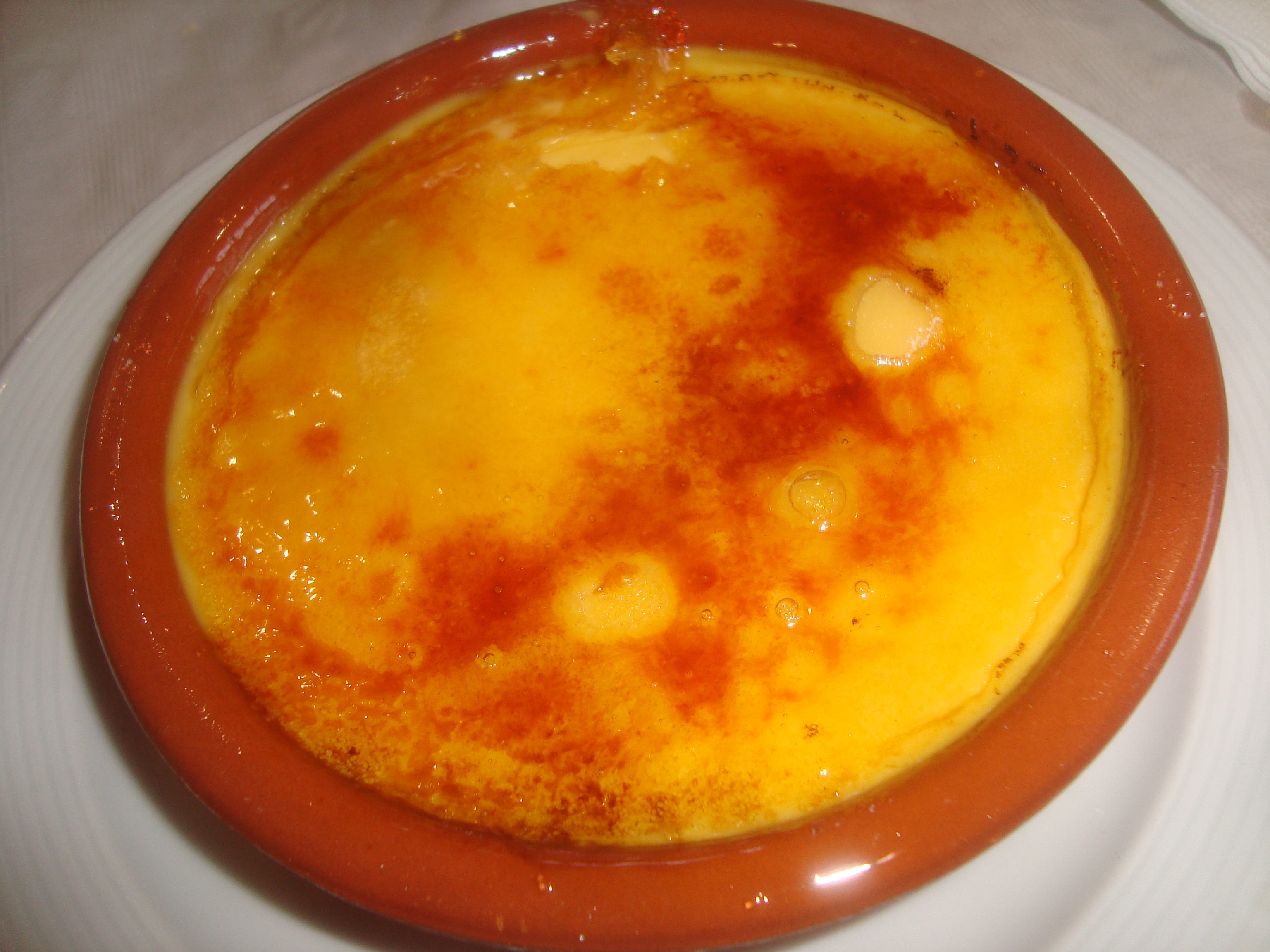
De postre: Crema catalana

- Crema catalana con su azúcar quemado por encima.
- Arroz con leche.
- Yogur.
- Tiramisú, de origen italiano, a base de queso Mascarpone.
- Mousse de chocolate de origen francés.
- Dulce de leche, pasta pegajosa a base de leche y azúcar, también llamado cajeta (en México), manjar (en Chile), manjar blanco (en Perú) o arequipe (en Colombia y Venezuela).
- Dulce de coco.
- Mermeladas.
- Cafetesa.

### Pastelitos, de un bocado
- Suspiros de Amante.[2]
- Bocaditos de nata.
- Buñuelo.
- Pastelitos borrachos con licor y su guinda en medio.
- Tocino de cielo especie de flan a base de yemas de huevo y almíbar.
- Merengues, de claras de huevo y azúcar.
- Trufas de chocolate.

### Pasteles de frutas

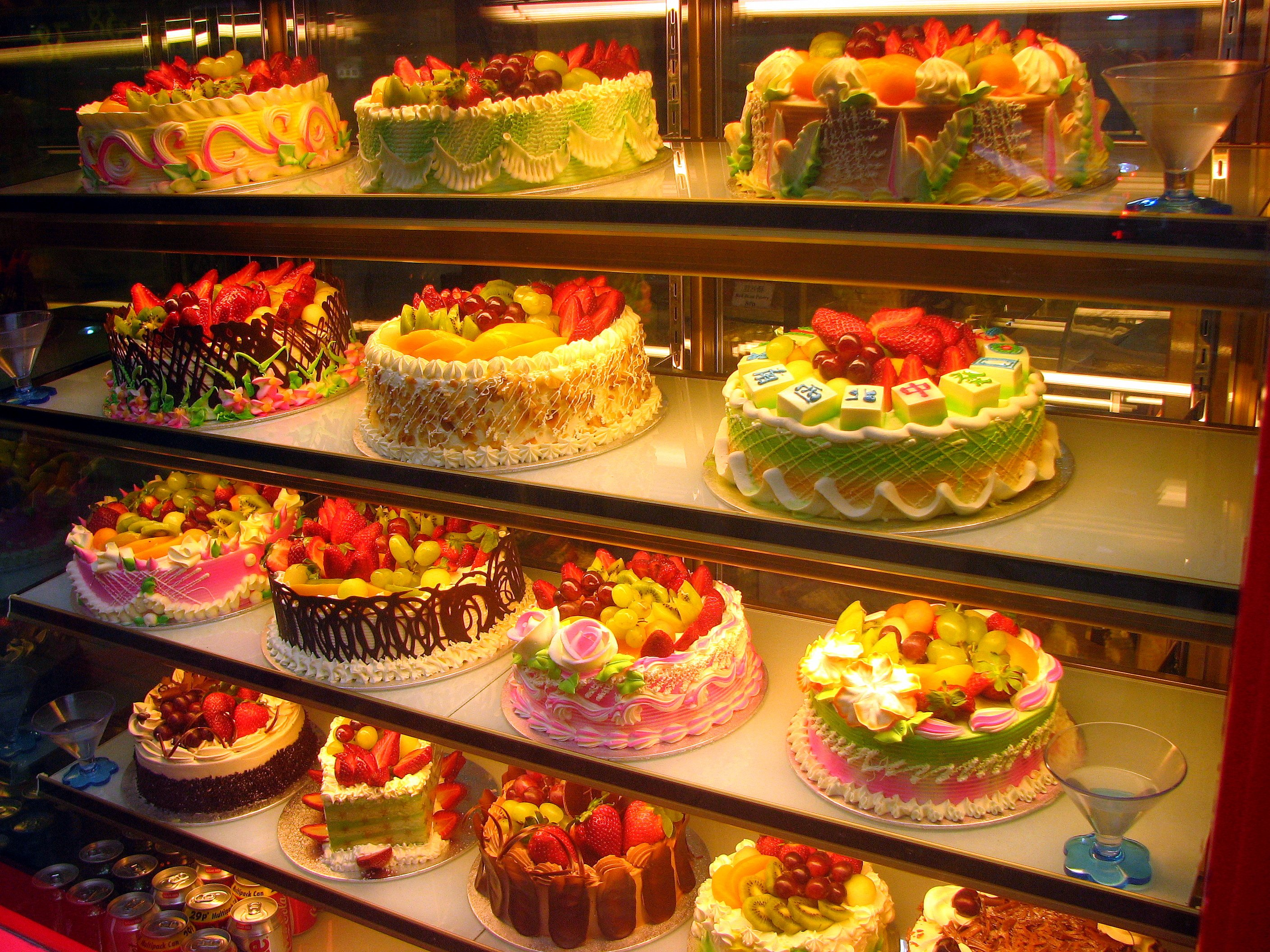
Tartas de frutas

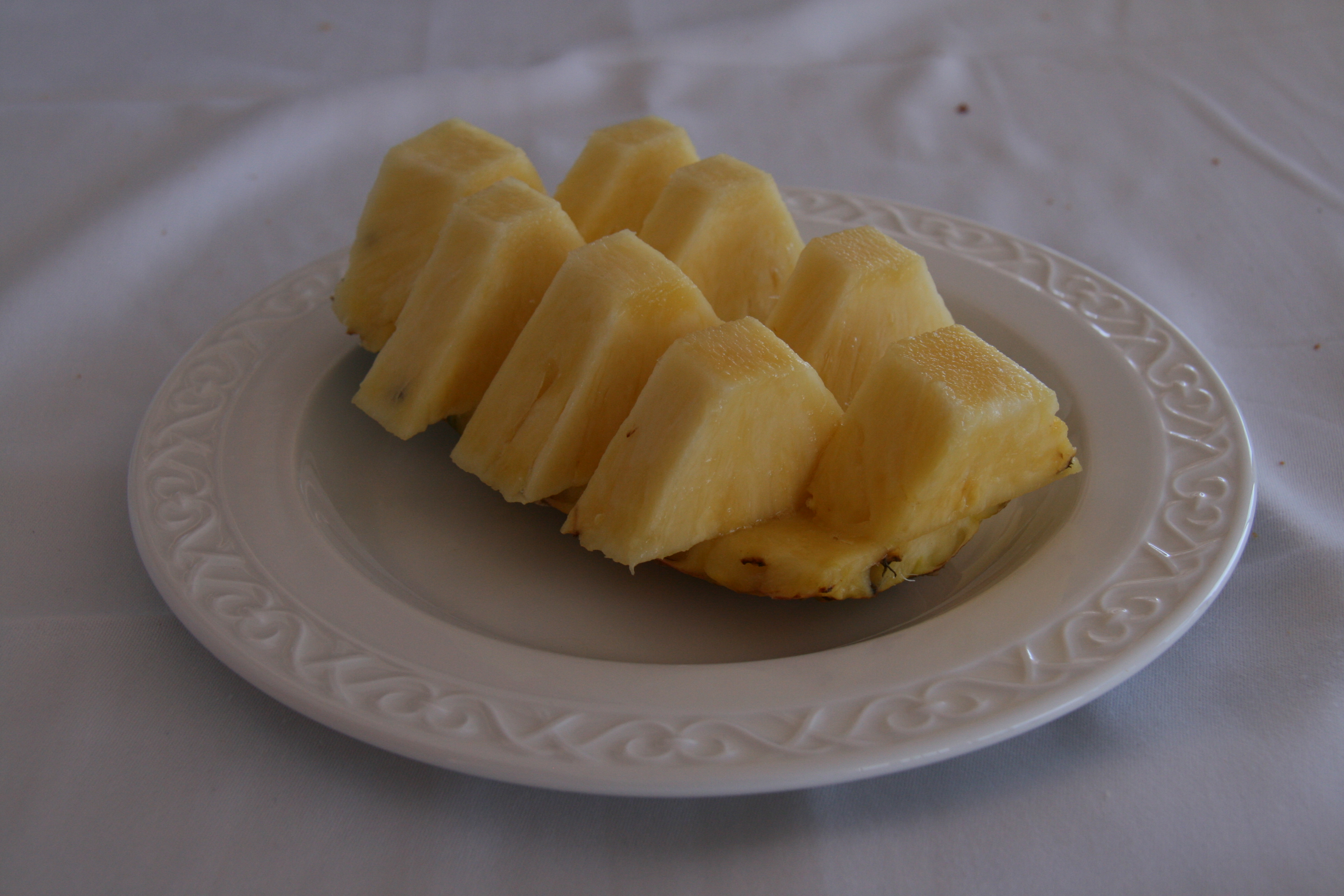
Piña decorada como postre en España.

El pastel de frutas (o budín inglés) es aquel pastel hecho con fruta confitada o fresca troceada, frutos secos y especias, opcionalmente mojado en licor.
- Pastel de cerezas.
- Manzanas de caramelo.
- Piña flambeada.
- Plátanos al horno.
- Peras con requesón.
- Suflé de membrillo y manzanas.

### Tartas

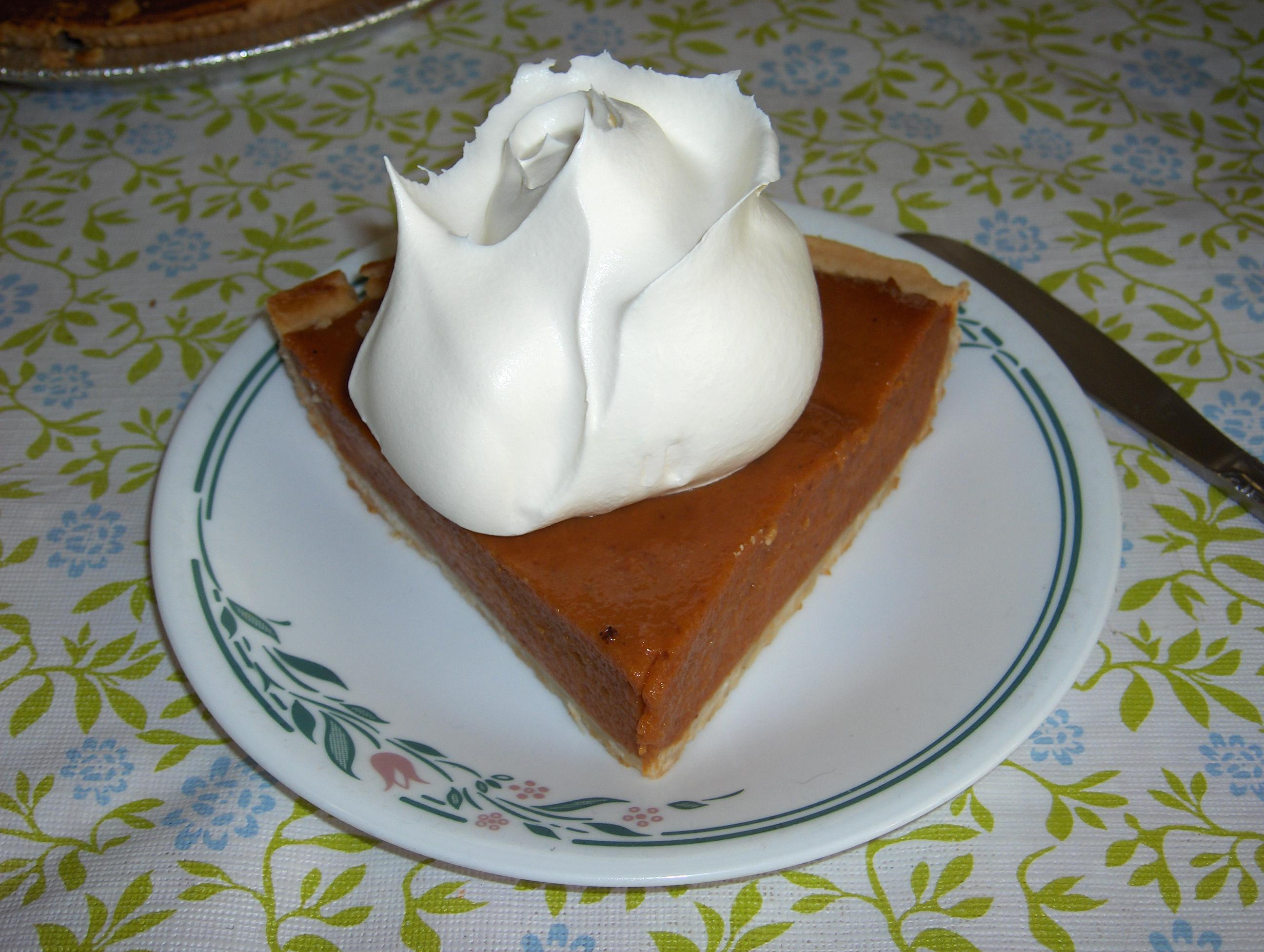
Tarta de Calabaza

- Tarta San Marcos de chocolate, nata y yema.
- Tarta de manzana.
- Tarta de limón.
- Tarta de maíz dulce.
- Tarta de queso.
- Tarta de chocolate.
- Tarta de maracuyá.
- Tarta de frambuesas.
- Manzana hojaldrada.
- Brownie
- Coulant
- Tiramisú

### Helados
- helado.
- Sorbete, de herencia árabe.

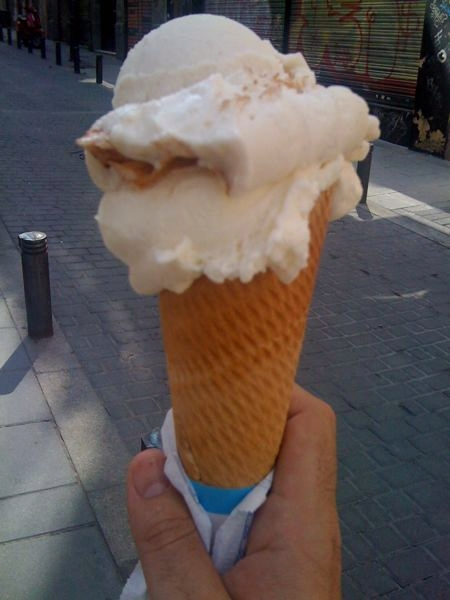
Un helado de leche merengada.

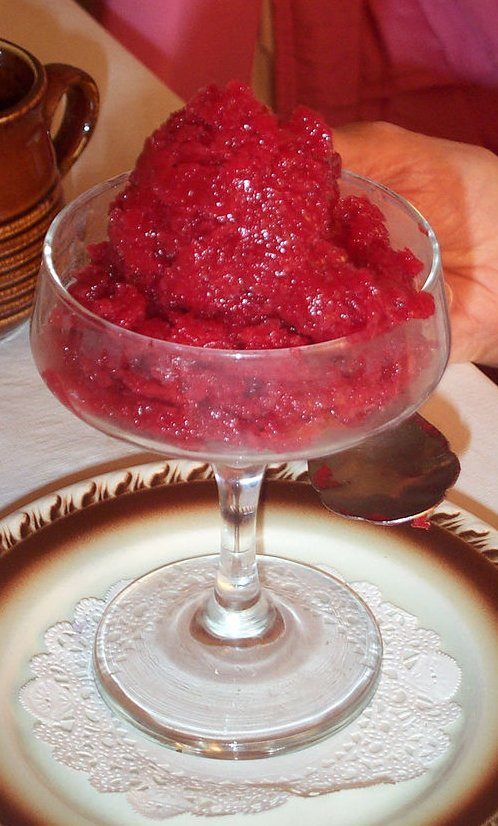
Copa de sorbete de frambuesa.

- Granizado, especialmente de limón y café.
- Leche merengada, exquisitez de leche con sabor a canela.

### Varios
- Hojaldre.
- Leche frita
- Flan de huevo y leche, caramelizado por encima.
- Quesillo (Venezuela)
- Turrón.
- Gelatina.
- Macedonia de frutas.
- Polvorones y mantecados.
- Pionono.
- Torrija.
- Casquitos de guayaba.
- Frutas en almíbar

### Para el desayuno y merienda
- Bizcochos (masa esponjosa de torta).
- Bollería: suizos, ensaimadas, berlinesas, caracolas (rolls de canela), golfeados (Venezuela), palmeras, lazos, merlitones, perlas, entre otros.
- Galleta.
- Magdalenas.
- Rosquillas.
- Torrijas clásicas.
- Donas.
- Arepitas dulces.
- Churros.
- Buñuelos.
- Pan de dulce

### Dulces y postres por ocasión
- Dulces carnavalescos.
- Dulces navideños.

## Postres por país

### Postres de Alemania

#### Mazapán
El mazapán de Lübeck (en alemán Lübecker Marzipan) es el mazapán originario de la ciudad de Lübeck (norte de Alemania) protegido por directiva europea como Indicación Geográfica Protegida (IGP) desde 1996. Los fabricantes de mazapán de Lübeck, como Niederegger, Carstens, Lubeca o Marzipan-Land, siguen ciertos principios de calidad voluntariamente (no son exigidos por la directiva), como por ejemplo usar más del 70 % de pasta de mazapán cruda y como máximo un 30 % de azúcar.

#### Strudel
El strudel (en alemán 'remolino') es un tipo de pasta originaria de Europa central y que se asocia frecuentemente con las cocinas alemana, austriaca e italiana. Los más famosos son el Apfelstrudel, elaborado con manzanas, y el Topfenstrudel, elaborado con queso quark.

#### Berlinesa
Una berlinesa (en alemán Berliner Pfannkuchen), conocida también como: berlín, bola de Berlín o bola de fraile, es una preparación de forma esférica de masa dulce frita en aceite y posteriormente rellena a través de una incisión que se le hace para tal fin. Es elaborada con harina, leche, azúcar, manteca, huevo, levadura, esencia de vainilla, ralladura de limón y sal. Luego de frita es espolvoreada con azúcar glas.

#### Tarta Selva Negra
La pasta, tarta o torta Selva Negra (en alemán Schwarzwälder Kirschtorte) es un postre típico de la cocina de Baden y uno de los más preciados en la cocina alemana. Es una tarta de entre 25 y 30 cm de diámetro, compuesta por varias capas de bizcochuelo de chocolate empapado en kirsch e intercaladas con nata y mermelada de cerezas. Está recubierta de crema chantillí, virutas de chocolate y cerezas. En alemán, Schwarzwälder Kirschtorte significa tarta de cerezas de la Selva Negra.

### Postres de Argentina

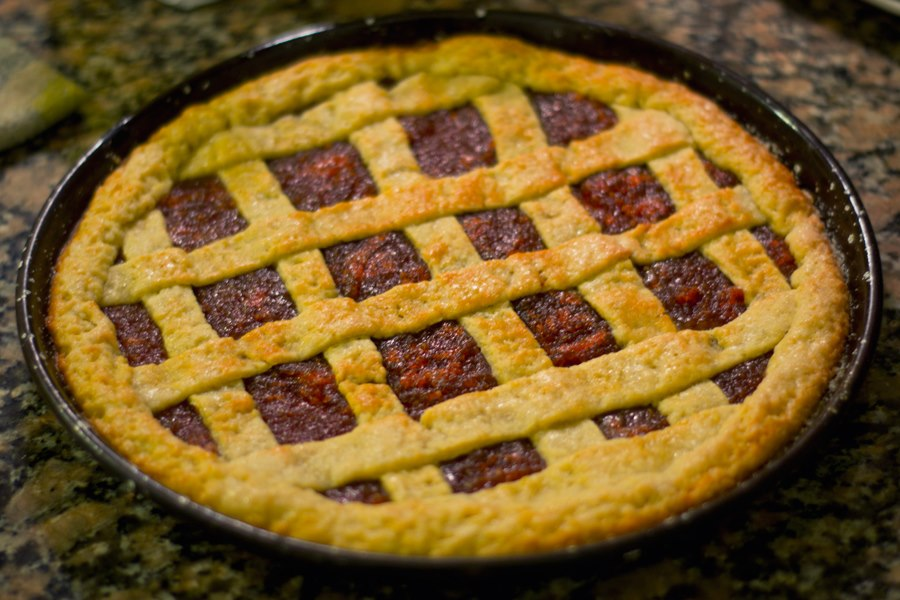
Pastafrola argentina

#### Pastafrola
Se conoce como pastafrola o pasta frola, llamada también pasta flora a una tarta artesanal típica de la gastronomía argentina. Por lo general se compone de una masa cubierta con dulce de membrillo, aunque también pueden utilizarse otros rellenos como dulce de batata, dulce de guayaba o dulce de leche. Es adornada con tiras delgadas de la misma masa, dando forma de cuadriculado romboidal sobre la capa de dulce.

### Postres de Brasil

#### Crema de papaya
Consiste en papaya mezclada con helado de vainilla. Por lo general se agrega crème de cassis, que puede ser sustituido por un jarabe de grosella sin alcohol. Es común mezclar la crema de papaya y el helado, luego colocarlos en un plato y verter crème de cassis en la parte superior. Fue una moda culinaria en Brasil a mediados de los años 1990, aunque ahora su popularidad ha disminuido.

### Postres de Chile
- Mote con huesillos
- Leche asada
- Queques
- Leche nevada
- Sémola con leche
- Macho ruso
- Kuchen (de influencia alemana)
- Manjarate
- Flan de lúcuma

### Postres de Colombia

#### Cholado
El cholado es una ensalada de frutas típica del departamento del valle del Cauca, Colombia. Con una base de hielo raspado, se adicionan las frutas, jarabes de diferentes sabores y leche condensada. Entre las frutas empleadas están: banana, manzana verde, kiwi, fresa, coco, papaya, piña.

#### Cocada
La cocada es un dulce típico de España, México, Colombia, Chile, Panamá, Perú, Brasil. Elaborado a base de una masa de coco y leche que posteriormente es horneada.

#### Merengón
El merengón es una comida típica de la gastronomía colombiana, postre hecho de varios ingredientes. Está hecha básicamente de:
- Crema blanca.
- Crema de fruta.
- Fruta.
- Merengue,

Se podría decir que la composición básica de este plato es de crema blanca. Por la variedad de cultivos en Colombia, se puede hacer de fresa, melocotón, mora y guanábana. Los merengones son generalmente blancos, a excepción del merengue, que puede ser de otro color, y de la fruta, y de su salsa. En Colombia, el merengón se puede conseguir casi en cualquier pastelería, y también en automóviles que los distribuyen por toda la ciudad, haciendo su negocio.

#### Bocadillo
El bocadillo es un dulce que se prepara con pulpa de guayaba roja madura, panela de caña de azúcar o azúcar refinada, popular en Colombia, Panamá y Venezuela. La variante colombiana se conoce como "bocadillo veleño" debido a que en ese país el máximo productor del dulce es el municipio colombiano de Vélez, departamento de Santander, pues posee una alta producción, tanto artesanal como industrial, de bocadillo y se encuentran allí grandes plantaciones de guayaba.
Los ingredientes se cocinan en agua a fuego bajo y removiendo constantemente, resultando una masa de contextura gruesa, semejante al dulce de membrillo.Tradicionalmente, se fabrica cortándolo en rectángulos de 5x3x2 centímetros, aunque estas medidas pueden variar según el fabricante. Los rectángulos se envuelven en hojas secas de bijao o mazorca y se disponen en cajas de madera rústica, cuando la fabricación es artesanal. Los elaborados en forma industrial y destinados al mercado interno o de exportación suelen ser envueltos en hojas de plástico y embalados en cajas de cartón. Existen algunas variantes industriales de este dulce, que alternan capas del dulce de guayaba con dulce de leche y también existen de plátano, cidra, leche, coco, entre otros ingredientes. Asimismo, muchos de ellos vienen cubiertos de azúcar.

###### Tajadas en melado
Simplemente son tajadas de plátano maduro fritas que se cubren con un almíbar de panela. Típico del Valle del Cauca.

### Postres de Costa Rica

#### Tres leches y cuatro leches
En Costa Rica el tres leches es un postre cuyo consumo está muy extendido, principalmente en el Valle Central del país. Consiste en un bizcocho bañado con tres tipos de leche: leche evaporada, crema de leche y leche condensada, que le dan su nombre. Suele acompañarse con un merengue de claras de huevo, con frutas o almendras. Usualmente la receta no lleva mantequilla y por eso tiene una textura esponjosa. A la variante conocida como cuatro leches se le agrega, además, leche pasteurizada.

#### Cocadas o tártaras
La cocada que se consume en Costa Rica es una especie de galleta elaborada a base de una masa de coco y leche que posteriormente es horneada. La zona donde más se encuentra este producto es en el Caribe costarricense, aunque puede hallarse en todo el país.

#### Helados de sorbetera
El helado de sorbetera es un postre centenario, cuyo consumo mayoritario se da en el Valle Central del país. Consta de un helado de vainilla, canela, clavo de olor y nuez moscada que puede acompañarse de frutas, sirope y leche en polvo para hacer un granizado o una ensalada de frutas. El lugar más representativo donde puede conseguirse es en el Mercado central de San José.

#### Mazamorra
La mazamorra costarricense es un dulce que consta de una especie de atol hecho de maíz criollo que se consume frío. Para prepararlo una parte del maíz se deja en remojo, después se mezcla todo el maíz y se muele. De este proceso sobra un caldo que se pone a hervir, junto con el maíz molido, y se le agrega: dulce, canela, vainilla y clavos de olor.

#### Cajetas
Las cajetas son un dulce costarricense que puede prepararse de leche, de coco o de frutas como la guayaba. Suelen hacerse de una mezcla, previamente cocinada, que toma una consistencia espesa que, posteriormente, es moldeada en forma de cuadro o bola. Pueden encontrarse de forma artesanal o industrial por todo el país.

#### Empanadas
Se consumen empanadas dulces rellenas, usualmente, de fruta como: la piña, la guayaba o el chiverre. Estas últimas se producen para Semana Santa. Igualmente son muy consumidas las empanadas rellenas de dulce de leche.

#### Churchill
El churchill en sí es un granizado que tiene los ingredientes básicos (hielo, sirope y leche condensada) con la variante de que se le agregan ingredientes como helado, leche en polvo y relleno de queque. Se consume, mayoritariamente, en Puntarenas, una ciudad del Pacífico costarricense.

### Postres de España

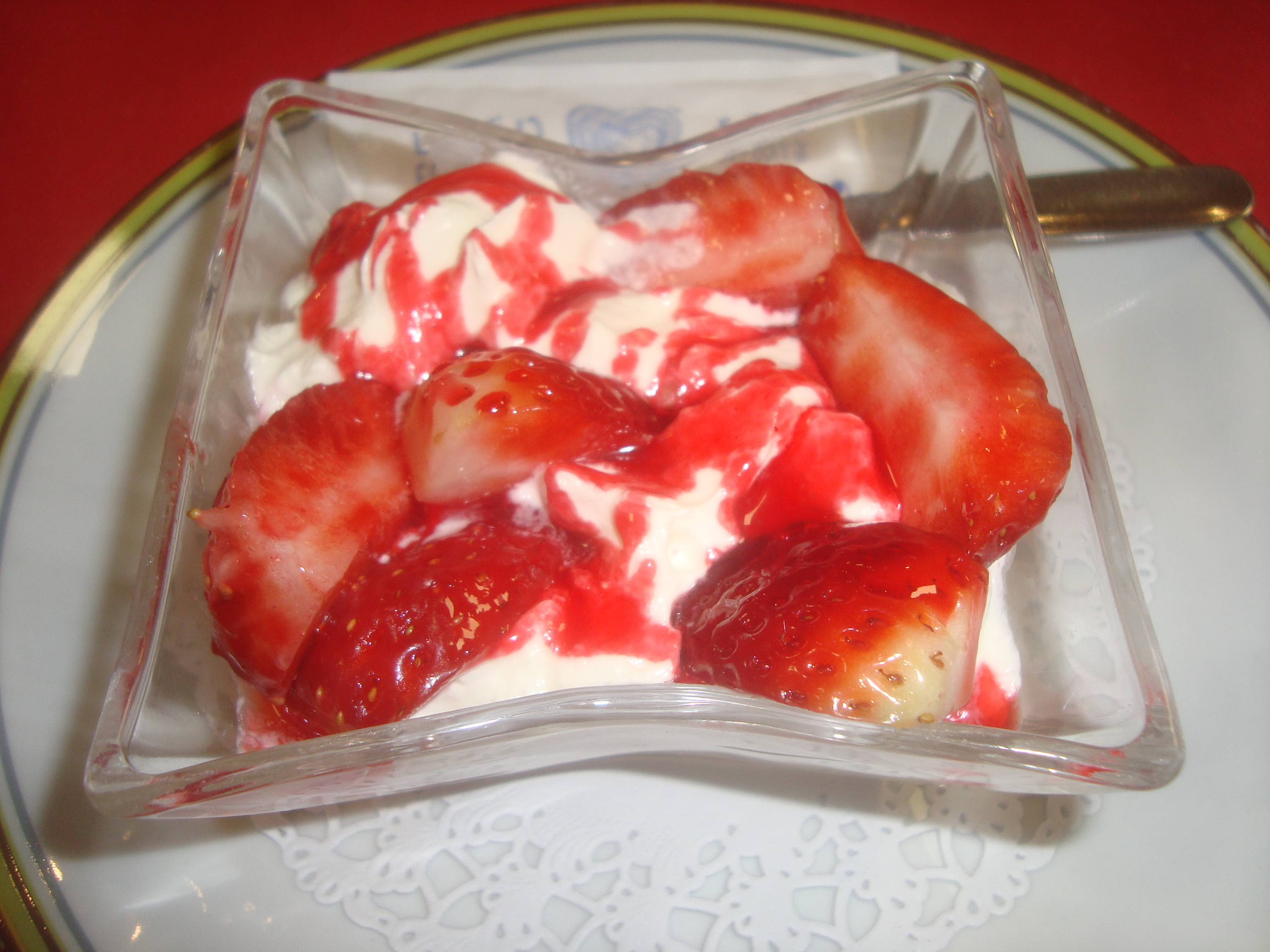
Postre de fresas con nata (España).

#### Buñuelos de viento
Los buñuelos de viento son bolas de masa elaboradas con harina de trigo, manteca y huevos que se fríen en aceite caliente. La masa así frita puede llegar a duplicar su volumen. Por esta razón se les denomina «de viento» (es decir hinchados). Los buñuelos de viento pueden ser rellenados con dulce de crema, chocolate, chantillí, etcétera. Es un postre que aparece en las pastelerías a mediados de marzo, ya que tradicionalmente se consume en las celebraciones de Semana Santa.

#### Ensaimada
El dulce por excelencia de la isla de Mallorca es la ensaimada, que suele tomarse en el desayuno. Puede hacerse de tamaños familiares, rellena de crema, cabello de ángel, chocolate o con trozos de sobrasada y calabaza confitada.

#### Torrija
La torrija consiste en una rebanada de pan (habitualmente de varios días) que es empapada en leche o vino con miel y especias y, tras ser rebozada en huevo, se fríe en una sartén con aceite. Es un dulce típico de las celebraciones, generalmente de Cuaresma y Semana Santa, en España.

#### Milhojas
La milhojas es un dulce tradicional de la repostería española. Es un pastel de forma rectangular, que contiene merengue o crema pastelera entre dos capas de hojaldre espolvoreado con azúcar glas.

#### Natillas
Las natillas son un postre lácteo de la gastronomía española. Se trata de una crema elaborada con leche, yemas de huevo, azúcar y aromas como la vainilla o el limón. Es sencilla en su elaboración, tiene un reducido coste económico y su riqueza alimentaria es alta por contener grasas animales y proteínas (leche y huevo). Por ello fueron plato frecuente en los conventos, donde siempre ha existido cierta predilección por la cocina dulce así como cierta cultura de sobriedad en el yantar, lo que derivaba en platos sencillos pero alimenticiamente completos.

#### Polvorón
El polvorón es una torta, comúnmente pequeña, de harina, manteca y azúcar, cocida en horno fuerte y que se deshace en polvo al comerla. En la actualidad se ha convertido en un producto típico de la repostería navideña de España. Se denomina polvorón porque al añadir la harina parece que hay polvo encima del dulce.

#### Cuajada

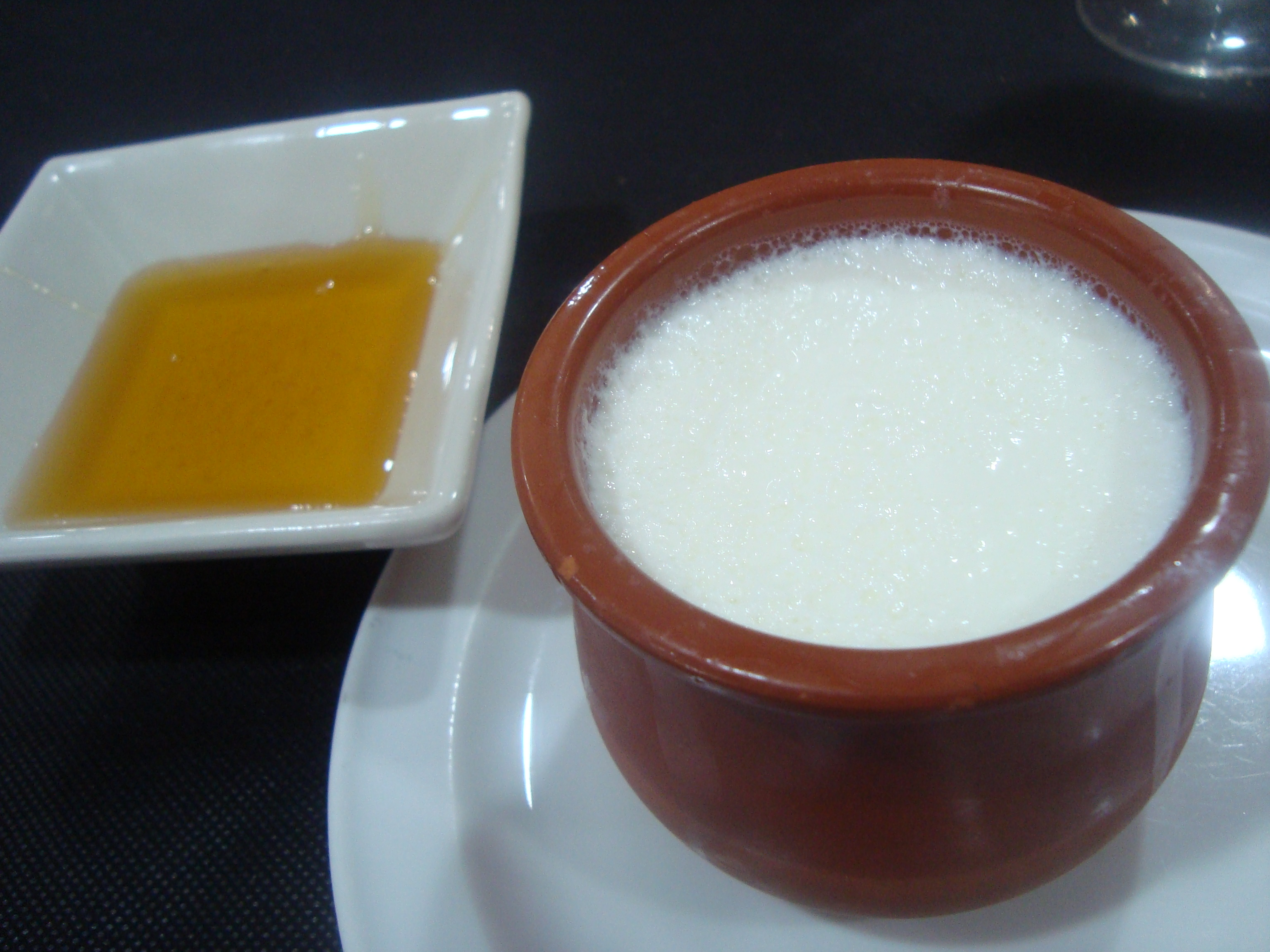
Cuajada del Maestrazgo (Castellón, España)

La cuajada es un producto lácteo elaborado con leche cuajada por el efecto de un fermento, el cuajo, extraído del estómago de un animal en periodo de lactancia o por alguna sustancia ácida, como zumo de limón o vinagre. La cuajada se consume habitualmente como postre y tiene un valor nutricional similar al de la leche. Se puede endulzar con azúcar o miel y añadir nueces, pasas o trocitos de fruta. Se llama belete en las islas Canarias y mamia en el País Vasco.

### Postres de Francia

#### Crepe
Se denomina crepe, crepa o crep (del francés crêpe, y a su vez del latín crispus, ‘crespo’) a la receta francesa, extendida por toda Europa, hecha fundamentalmente de harina de trigo, con la que se elabora una masa en forma de disco. Se sirve habitualmente como base de un plato o postre aplicándole todo tipo de ingredientes dulces o salados.

#### Pain aux raisins
El pain aux raisins (pan con uvas pasas en francés) es una pieza de bollería francesa. Se elabora con una masa de hojaldre mezclada con pasas y crema pastelera, y enrollada en espiral aplanada. Se le da lustre con una fina capa de azúcar o azúcar glas.

#### Mousse
Una mousse, que en español se conoce también como espuma, es un preparado culinario de origen francés, cuya base es la clara de huevo montada a punto de nieve, o la crema de leche batida, los cuales le dan consistencia esponjosa. Las más conocidas son la mousse de chocolate y la mousse de frutas.

#### Crème brûlée
La crème brûlée (en francés "crema quemada"; pronunciación IPA: [kʁɛm bʁy le]) es un postre que consiste en una crema cuya superficie se ha espolvoreado de azúcar con el fin de quemarlo y obtener así una fina capa crujiente de caramelo. Se prepara y sirve en recipientes individuales como el ramekin o en cazuelas muy pequeñas. Se aromatiza a menudo con vainilla, licor, semillas o especias.

#### Éclair
Un éclair (en francés, relámpago), es un bollo fino hecho con pasta choux, a la que se da forma alargada y se hornea hasta que queda crujiente y hueco por dentro. Tradicionalmente se rellena con crema pastelera, con canela, con vainilla, con chocolate o con nata, y suele cubrirse con chocolate glaseado. Otros rellenos incluyen nata aromatizada con café soluble, cacao, ron, fruta o puré de castaña.

#### Tarte Tatin
La Tarte Tatin es una variante de la tarta de manzana en el que las manzanas han sido caramelizadas en mantequilla y azúcar antes de incorporar la masa. Su peculiaridad es que se elabora al revés, es decir, al hornear las manzanas se ponen debajo y la masa encima para finalmente voltearla.

#### Madeleines
La madeleine, conocida en español como magdalena, es un pequeño bollo tradicional de la región de Lorena, en Francia, que se ha extendido por toda Francia, España, y por consecuencia, Iberoamérica. Las magdalenas tienen la forma de una pequeña concha, que se obtiene cociéndolas al horno en un molde metálico que tiene surcos con dicha forma. Hoy en día se suelen hacer en pequeños moldes de papel rizado. Tienen un gusto similar al bizcocho aromatizado con limón.

#### Galletas sablé
El sablé (en francés ‘arenado’) es una galleta francesa redonda y crujiente, originaria de Caen, Se elabora con harina de trigo, mantequilla, azúcar y a veces yema de huevo. Puede ser perfumada con almendra o cáscara de limón. Entre las recetas más famosas de sablé están las de Mère Poulard, las de Saint-Michel y Pont-Aven.

### Postres de Italia

#### Galletas de Lagaccio
Las galletas de Lagaccio (en italiano biscotti del Lagaccio; en genovés bescheutti do Lagasso) son galletas originarias del barrio del Lagaccio, en Génova (Italia). Nacieron en 1593 en el barrio de Lagaccio, en Génova, cerca del embalse del mismo nombre ordenado por Andrea Doria y finalizado en los años 1960, donde un horno de la época empezó a producirlas. Se elaboran con harina de trigo, levadura de cerveza, azúcar, mantequilla, sal y, facultativamente, una pizca de hinojo dulce o anís. Se mezclan la harina y la levadura con agua, y se deja subir. Se añade el resto de los ingredientes, se amasa y se vuelve a dejar subir una hora. Entonces se hacen dos tiras de masa, se dejan reposar y se hornean media hora a 180 °C, dejándolas reposar 24 horas antes de cortarlas en rodajas oblicuas de unos 2 cm de grosor.

#### Gelato
El gelato (en italiano: ‘helado’, plural: gelati) es la variante regional italiana del helado. Como tal, se elabora con los mismos ingredientes que la mayoría del resto de postres lácteos congelados: leche, nata, varios azúcares y aromas, incluyendo frutas y frutos secos. Cuando incorpora otros ingredientes, éstos se añaden tras la congelación del gelato. El gelato difiere del resto de helados en tener un menor contenido de grasa butírica, típicamente del 4 al 8 % (se le añade leche desnatada como sólido). También suele ser bajo en azúcar, teniendo entre un 16 y un 22 %, estando esta cantidad cuidadosamente equilibrada con el agua para evitar que ésta se hiele. Los tipos de azúcar empleados son la sacarosa y la dextrosa, empleándose azúcar invertido para controlar el dulzor del producto final. Típicamente, el gelato y el sorbete italiano contienen una base estabilizadora, que suele ser yema de huevo en los sabores basados en crema amarilla, como el zabaione y el flan.

#### Cassata
Una cassata siciliana es una tarta tradicional de la cocina siciliana a base de ricota, azúcar, bizcocho, mazapán, fruta confitada y azúcar glas. A pesar de ser una receta simple, existen numerosas variantes locales, especialmente en su aspecto exterior debido a variantes de estilo en la decoración de este dulce. Algunos de los ingredientes pueden ser pistachos, piñones, chocolate, canela, marrasquino o aroma de azahar. El término cassata en la lengua italiana también se refiere a un tipo de postre helado proveniente de Nápoles conocido en español como “helado napolitano”.

#### Tiramisú
El tiramisú (del italiano tiramisù) es un postre frío de cuchara que se monta en capas. No existe una receta única de elaboración, sino variantes a partir de una serie de ingredientes base que pueden ser representados por distintos productos.
Un tiramisú se compone siempre de un ingrediente sólido humedecido en café, sobre el que se superpone (de forma alterna o no) una crema cuya base son huevos batidos, mascarpone y azúcar; se presenta espolvoreado con cacao en polvo.

### Postres de México

#### Pastel de tres leches

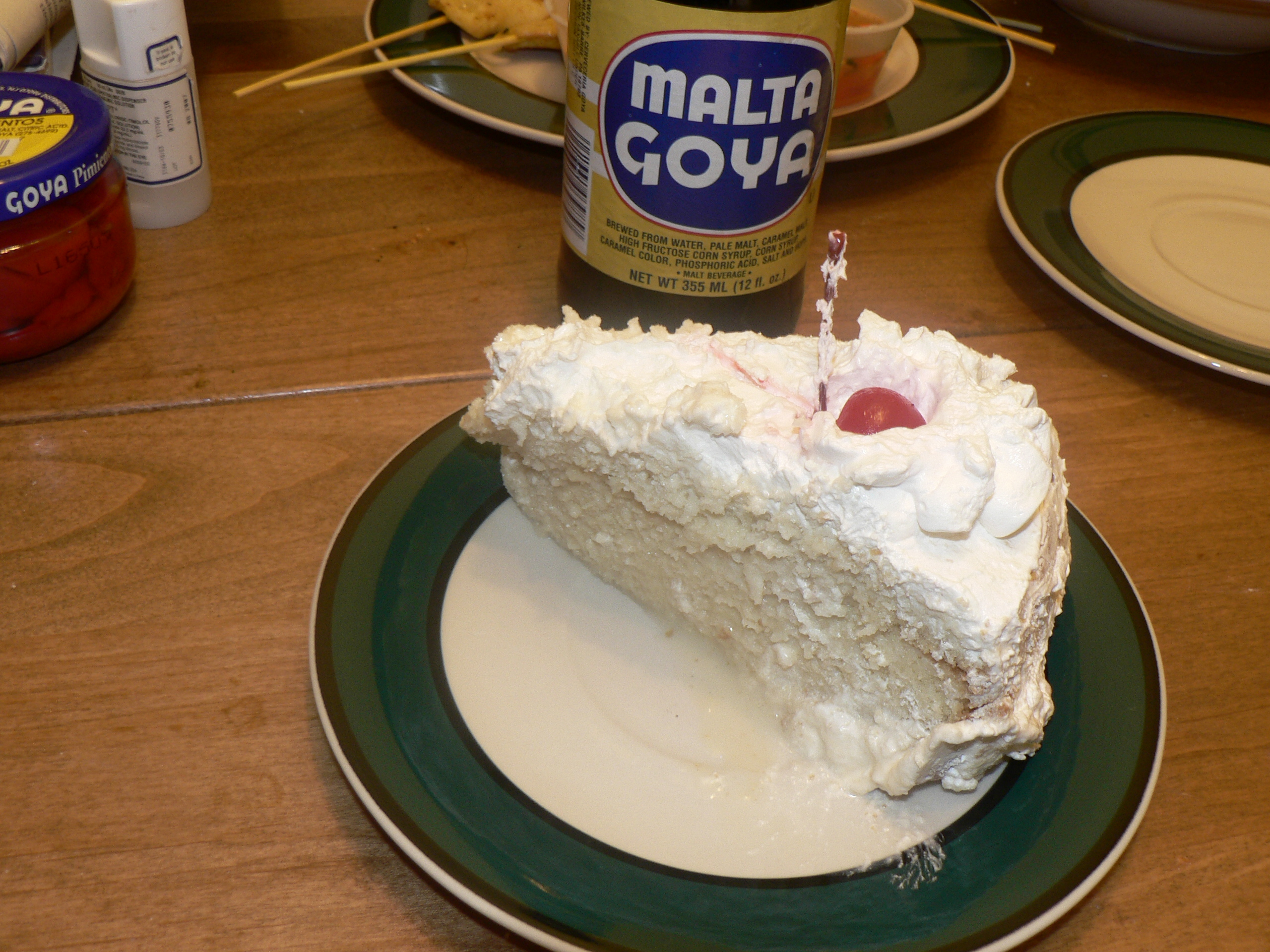
Pastel de 3 leches.

Es un postre que se elabora desde el siglo XIX, con origen en México; su nombre se debe a que está elaborado de leche evaporada, leche condensada y leche entera o crema de leche. Es muy popular en eventos y ocasiones especiales en México.

#### Ate o jalea de frutas
Es un dulce o postre tradicional del estado de Michoacán; está hecho a base de frutas como la guayaba o el membrillo en conjunto con azúcar, zumo de limón y manzanas.

#### Jericalla
La jericalla es un postre típico mexicano que tiene origen en la ciudad de Guadalajara. Está hecho a base de leche, huevos, vainilla, canela y azúcar.

#### Calabaza en dulce
También conocido como “calabaza en tacha”, es uno de los postres más populares en todo México por ser preparado típicamente para ofrendar a los muertos en su día y como su nombre lo describe está hecho a base de calabaza, piloncillo y canela, aunque existen también diversas variantes en cuanto a endulzantes y especias se refiere pues este postre se ha preparado desde tiempos prehispánicos.

#### Caballeros pobres
Los caballeros pobres son otro postre típico mexicano originario del estado de Yucatán. Es un postre hecho de pan de baguette sumergido en leche endulzado y frito. Generalmente se sirve frío.

### Postres del Perú

#### Mazamorra morada

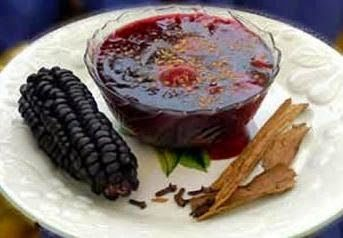
Mazamorra morada.

La mazamorra morada es un postre típico de la gastronomía peruana elaborado a base de maíz morado concentrado con fécula.

#### Picarones
Los picarones son unos buñuelos muy típicos del Perú se tiene registro de ellos desde antes de 1821 durante las guerras independentistas, un dulce en forma de anillos hecho con masa de harina de trigo mezclada con zapallo, y en ocasiones camote, bañados en miel de chancaca aromatizada con hojas de higo, también es muy popular entre los cinco países que hacen frontera con el Perú, dada la migración de peruanos a estos países, llevando sus costumbres culinarias.

#### Turrón de Doña Pepa
El turrón de Doña Pepa es un dulce tradicional peruano relacionado con la festividad del Señor de los Milagros, formado por tres o más palos de harina distribuidos de manera similar al juego jenga, bañado con miel de chancaca y decorado con grageas y confites de varias formas y colores.
Suspiro de Limeña

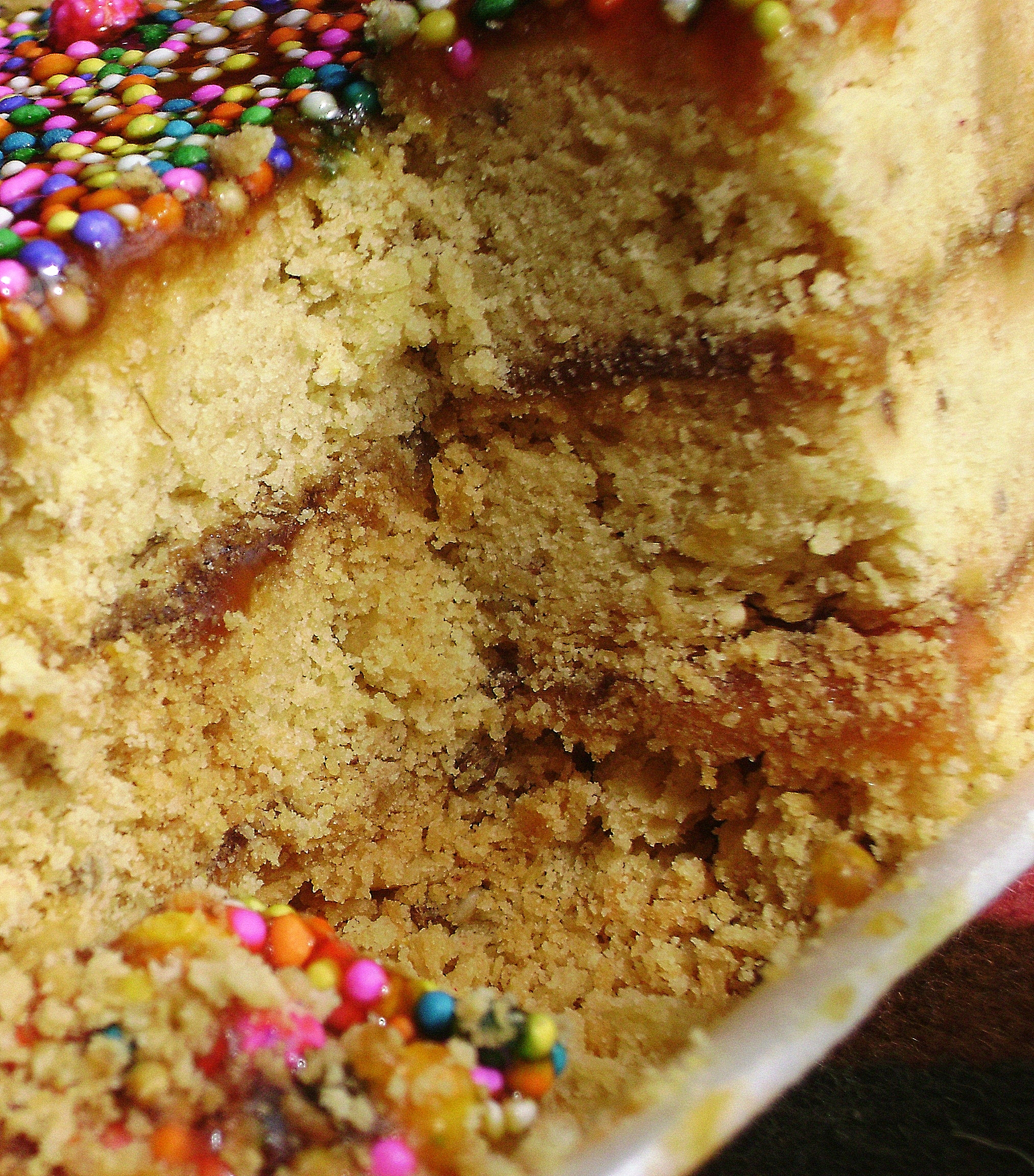
Detalle de las capas de miel y palos de harina.

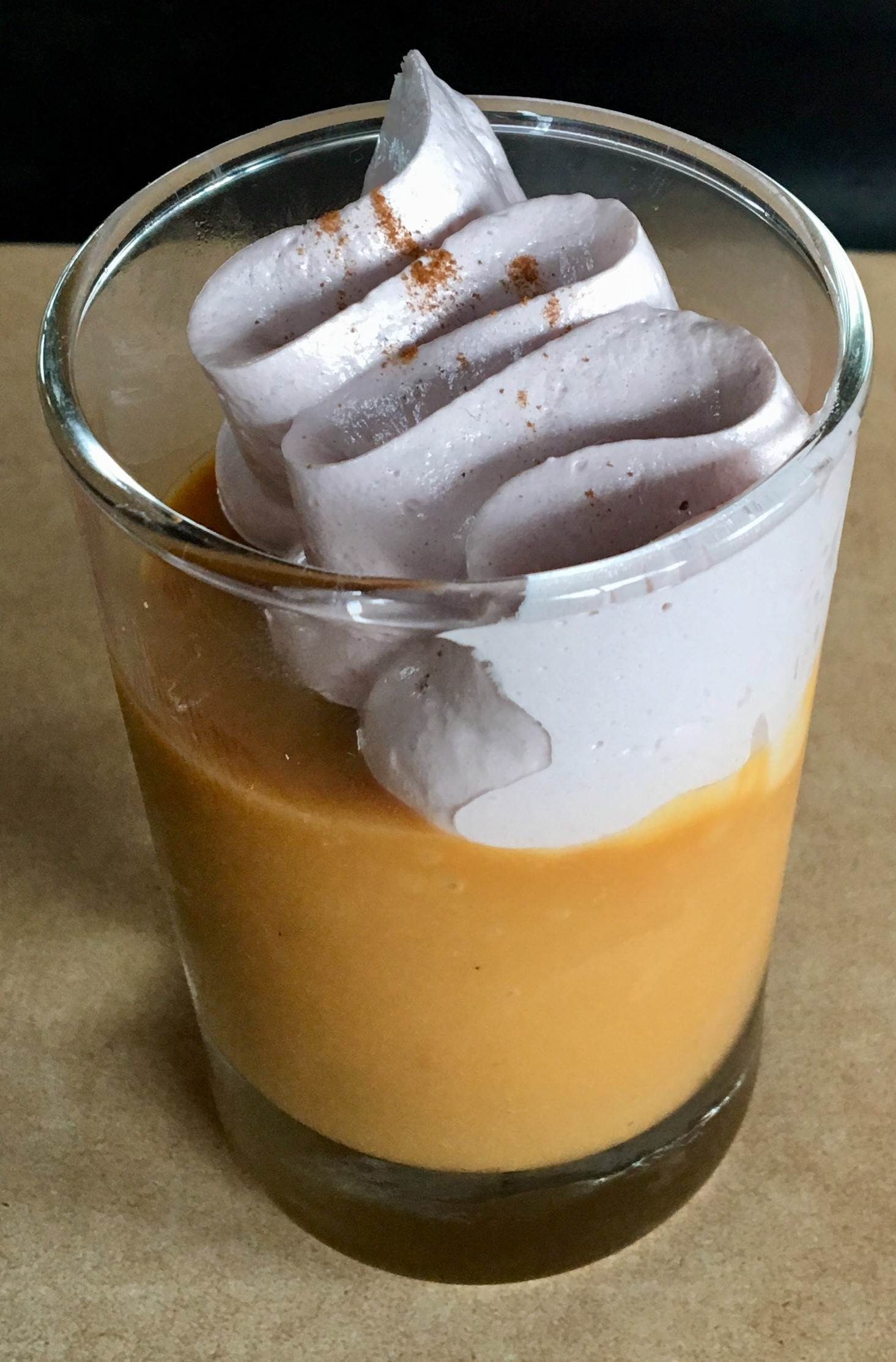
Suspiro

Un postre tradicional de la gastronomía del Perú, este postre se origina a mediados del siglo XIX en la ciudad de Lima capital peruana, la historia de este postre muy típico se inicia con Amparo Ayarza, esposa del poeta José Gálvez Barrenechea, quien ideó la receta. El poeta bautiza el postre porque es suave y dulce como el suspiro de una mujer limeña en honor a su esposa, siendo así que se conoce como suspiro de limeña.

### Postres de Turquía

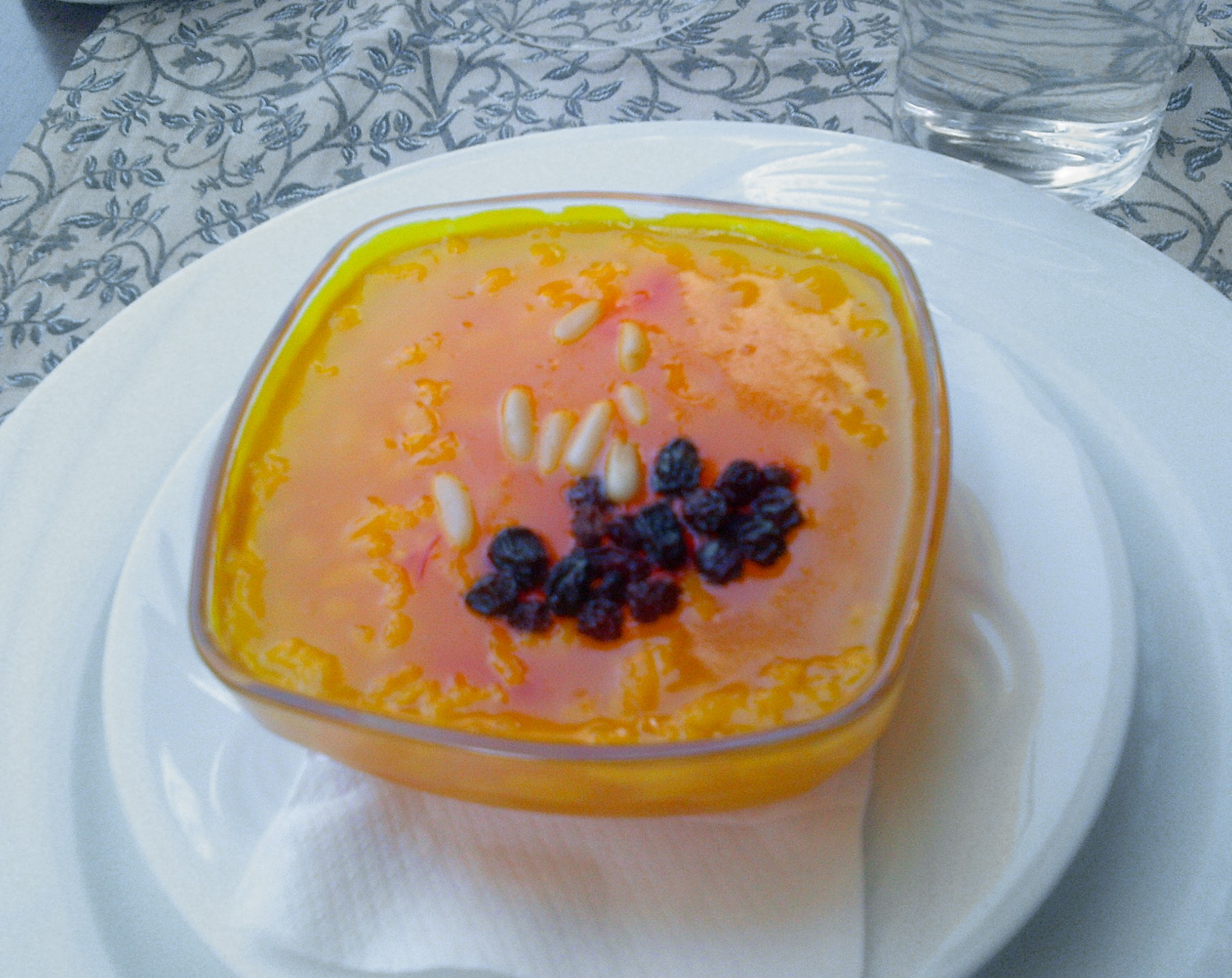
Zerde, un postre turco tradicional, especial de las fiestas de bodas, que es colorado por su ingrediente de azafrán.

### Postres de Venezuela
- Bienmesabe
- Dulce de lechosa
- Juan Sabroso
- Majarete
- Negro en camisa: Brownie cubierto de una crema de color marfil claro.
- Quesillo
- Jalea de mango
- Bocadillo
- Golfeado
- Buñuelos de yuca o de batata.